# Ранкин (Техас)
Ранкин (англ. Rankin) — город в США, расположенный в западной части штата Техас, административный центр округа Аптон. По данным переписи за 2010 год число жителей составляло 778 человек, по оценке Бюро переписи США в 2018 году в городе проживало 846 человек.

## История
Ранкин был основан в 1911 году, после того, как железная дорога Kansas City, Mexico and Orient Railway прошла мимо Апленда, в ту пору административного центра округа. Большинство жителей Апленда переехало в новое поселение. Город назван по фамилии одного из первых скотоводов региона. Год спустя было открыто почтовое отделение. 20 марта 1921 года всё ещё крошечный город, жители которого занимались сельским хозяйством, становится окружным центром.
Открытие месторождения нефти Йетс (англ. Yates) в соседнем округе Пекос в 1926 году преобразовало Ранкин в быстро растущий город. Так как Ранкин был самой близкой к месторождению железнодорожной станцией, он стал центром нефтяной промышленности. Были построены две гостиницы, здание школы, открыт банк, началось издание еженедельной газеты Upton County Journal. В 1928 году город принял устав, началось формирование органов самоуправления. Во время Великой депрессии население уменьшилось, поскольку цена на нефть упала, и рабочие-нефтяники стали уезжать, чтобы работать в недавно обнаруженных нефтяных месторождениях на востоке Техаса и в других местах. В 1940-х с открытием близлежащего месторождения нефти Benedum произошёл второй бум. Больница, три школы, и библиотека были построены в этот период. После второго пика, с 1980 года население постепенно уменьшается. В 1990-х годах в городе было шесть церквей и четыре парка. Несмотря на наличие пекановых садов и ферм с ирригацией, основными отраслями экономики региона оставались нефтяная, разведение овец и прочего скота.

## География
Ранкин находится в юго-восточной части округа, его координаты: 31°13′31″ с. ш. 101°56′22″ з. д..
Согласно данным бюро переписи США, площадь города составляет около 2,7 км2, полностью занятых сушей.

### Климат
Согласно классификации климатов Кёппена, в Ранкине преобладает семиаридный климат низких широт (BSh).
| Показатель                    | Янв.  | Фев.  | Март  | Апр. | Май  | Июнь | Июль | Авг. | Сен. | Окт. | Нояб. | Дек.  | Год   |
| ----------------------------- | ----- | ----- | ----- | ---- | ---- | ---- | ---- | ---- | ---- | ---- | ----- | ----- | ----- |
| Абсолютный максимум, °C       | 29,4  | 30,6  | 35,6  | 37,2 | 39,4 | 42,8 | 42,2 | 40,6 | 41,1 | 38,3 | 32,2  | 29,4  | 42,8  |
| Средний суточный максимум, °C | 15,1  | 17,8  | 22,8  | 27,4 | 30,8 | 34,1 | 35,2 | 34,2 | 30,8 | 26,2 | 20,3  | 16,1  | 25,9  |
| Средняя температура, °C       | 7,4   | 9,7   | 14,6  | 19,5 | 23,1 | 26,8 | 28,1 | 27,2 | 23,9 | 18,9 | 12,8  | 8,5   | 18,4  |
| Средний суточный минимум, °C  | −0,3  | 1,7   | 6,4   | 11,6 | 15,5 | 19,4 | 21   | 20,2 | 17,1 | 11,7 | 5,4   | 0,9   | 10,9  |
| Абсолютный минимум, °C        | −16,1 | −13,3 | −12,2 | −4,4 | 2,2  | 7,2  | 14,4 | 13,9 | 5,6  | −2,8 | −11,1 | −14,4 | −16,1 |
| Норма осадков, мм             | 36    | 49    | 63    | 71   | 108  | 99   | 43   | 56   | 68   | 79   | 47    | 52    | 770   |
| Источник: weatherbase.com     |       |       |       |      |      |      |      |      |      |      |       |       |       |

## Население
Согласно переписи населения 2010 года в городе проживало 778 человек, было 286 домохозяйств и 210 семей. Расовый состав города: 87,1 % — белые, 1,9 % — афроамериканцы, 1,5 % — коренные жители США, 0 % — азиаты, 0 % — жители Гавайев или Океании, 8,6 % — другие расы, 0,8 % — две и более расы. Число испаноязычных жителей любых рас составило 27,6 %.
Из 286 домохозяйств, в 41,6 % живут дети младше 18 лет. 58,4 % домохозяйств представляли собой совместно проживающие супружеские пары (26,9 % с детьми младше 18 лет), в 10,1 % домохозяйств женщины проживали без мужей, в 4,9 % домохозяйств мужчины проживали без жён, 26,6 % домохозяйств не являлись семьями. В 24,1 % домохозяйств проживал только один человек, 11,1 % составляли одинокие пожилые люди (старше 65 лет). Средний размер домохозяйства составлял 2,59 человека. Средний размер семьи — 3,07 человека.
Население города по возрастному диапазону распределилось следующим образом: 30,2 % — жители младше 20 лет, 23,2 % находятся в возрасте от 20 до 39, 30,8 % — от 40 до 64, 15,8 % — 65 лет и старше. Средний возраст составляет 36,9 года.
Согласно данным опросов пяти лет с 2013 по 2017 годы, медианный доход домохозяйства в Ранкине составляет 61 097 долларов США в год, медианный доход семьи — 69 667 долларов. Доход на душу населения в городе составляет 39 274 доллара. Около 6,4 % семей и 8,1 % населения находятся за чертой бедности. В том числе 10,5 % в возрасте до 18 лет и 6,6 % старше 65 лет.

## Местное управление
Управление городом осуществляется мэром и городским советом, состоящим из 5 человек. Один из членов совета выбирается заместителем мэра.
Другими важными должностями, на которые происходит наём сотрудников, являются:
- Городской секретарь
- Городской юрист
- Шеф пожарной охраны

## Инфраструктура и транспорт
Основными автомагистралями, проходящими через Ранкин, являются:
- автомагистраль 67 США проходит с востока от Биг-Лейка на юго-запад к Форт-Стоктону.
- автомагистраль 349 Техаса идёт с севера от Мидленда на юг к пересечению с автомагисталью 90 США неподалёку от границы с Мексикой.

В городе располагается аэропорт Ранкин. Аэропорт располагает одной взлётно-посадочной полосой длиной 914 метров. Ближайшим аэропортом, выполняющим коммерческие рейсы, является международный воздушно-космический порт Мидленда. Аэропорт находится примерно в 100 километрах к северу от Ранкина.

## Образование
Город обслуживается независимым школьным округом Ранкин.

## Отдых и развлечения
В городе находится исторический музей Ранкина. Музей располагается в здании гостиницы Yates.